# 유승진 (필드하키 선수)
유승진(柳承辰, Yu Seung-Jin, 1969년1월 20일 ~ ）은 대한민국의 전 남자 필드하키 선수이자 현 지도자이며 대구광역시 출신이다.

## 약력
고교 시대부터 한국 대표 선수로 활약, 1986년 제10회 서울 아시안 게임 우승, 1994년 제12회 히로시마 아시안 게임 우승에 공헌했다. 1988년 제24회 하계 서울 올림픽(10위), 1996년 제26회 하계 애틀란타 올림픽(5위)에서도 한국 대표로 출전했다. 1991년부터 남자하키 일본 리그 '表示灯'(현재의 나고야 프레이터(NAGOYA FRATER)) 선수로 활약하기 시작했다. 1996년에는 이 팀 감독에 취임했다.1996년에 일본 주쿄대학교 대학원 졸업을 하였고, 1996~2000년 일본 남자 하키 대표팀 코치, 2006~2007년 덴리 대학 여자 하키부 감독으로 팀을 지도하였다.
2006~2008년 일본 여자 하키 대표팀 수석코치로 활약 하면서 2006년 제15회 도하 아시안게임 여자하키 은메달을 획득,2007년 여자 아시안 컵 우승 (중국,홍콩) 그리고 2008년 제29회 북경올림픽대회에 참가 10위를 하였다. 
2008년부터 여자 하키 일본 리그의 '코카콜라 웨스트' 감독을 맡았다. 2011년에는 같은해 현재 아시아 10명 밖에 없는 국제 하키 연맹 공인 코치 면허를 취득 하였다.
2012년부터 2014년까지 일본 여자 국가대표팀의 감독으로 2013년 동아시아대회 우승,2013년 여자 아시안 챔피온스 트로피 우승(일본),2013년 여자 아시안컵 우승(말레이시아),그리고 제17회 인천 아시안 게임 (2014) 4위의 성적을 거두었다. 
2018년부터 [국제 하키 연맹] 공인 COACH EDUCATER 자격과 함께 [아시아 하키연맹] 코칭 판넬 에서 코치를 위한 코치 강습을 담당하고 있다. 2016년부터 2018년까지 경상북도 체육회 여자하키팀 감독으로 활동하였다.
2021년에 [국제하키연맹] FIH SENIOR ELITE COACH 자격을 취득하여,국제하키연맹 코칭 아카데미에서 전세계에 하키 코치를 위한 아카데미에 참가하고 있다.
2023년부터 중국 남자하키팀 TECHNICAL DIRECTOR 로 제19회 항저우 아시안게임(2023)에 참가하여 4위를 하였으며,2024년부터 중국남자 국가대표팀의 감독으로 제8회 남자 아시안 챔피온스 트로피 대회(중국 무치 2024)에서 2위를 하였다. 